# Minissha Lamba
Minissha Lamba (ur. 18 stycznia 1985 w Nowym Delhi w rodzinie pendżabskich sikhów) – indyjska aktorka grająca w Bollywood. Obecnie mieszka w Mumbaju.

## Filmografia
- 2005: Yahaan jako Adaa
- 2006: Anthony Kaun Hai? jako Jia (Jiya) R. Sharma
- 2006: Corporate jako Megha Apte
- 2006: Rocky: The Rebel jako Priya Krantikari
- 2007: Podróż poślubna jako Zara
- 2007: Heyy Babyy gościnnie (w piosence)
- 2007: Dus Kahaniyaan jako Mini (segment-opowieść Puranmashi)
- 2008: Anamika: The Untold Story jako Jia Rao / Jia V. Sesodia
- 2008: Shaurya: It Takes Courage to Make Right... Right jako Kaavya Shahstri
- 2008: Kidnap jako Sonia „Soni” V. Raina
- 2008: Strzeżcie się, ślicznotki! jako Mahi Pasricha / Mahi J. Singh Ahluwalia